# Le Lièvre de Mars
Pour l’article homonyme, voir Lièvre de mars.
Le Lièvre de Mars est une série  de bande dessinée thriller-fantastique  scénarisée par Patrick Cothias et dessinée par Antonio Parras (tomes 1-7) puis R. M. Guéra (tomes 8-9). Elle a été publiée par Glénat entre 1993 et 2003.
Le titre est inspiré du personnage du Lièvre de mars imaginé par Lewis Carroll.

## Synopsis
La série raconte l'histoire de David Rutherford, repêché par un chalutier au large des côtes bretonnes. Il prétend revenir d'un séjour de trois ans sur la planète Mars. Des hommes essayent de le tuer, avec tous ceux à qui il a pu parler.

## Albums
- Lièvre de Mars, Glénat, coll. « Grafica » :

1. Le Lièvre de Mars 1, 1993.
2. Le Lièvre de Mars 2, 1994.
3. Le Lièvre de Mars 3, 1995.
4. Le Lièvre de Mars 4, 1996.
5. Le Lièvre de Mars 5, 1997[2].
6. Le Lièvre de Mars 6, 1998.
7. Le Lièvre de Mars 7, 2000[3].
8. Le Lièvre de Mars 8, 2002[4].
9. Le Lièvre de Mars 9, 2003.

Un hors-série, reprenant les quatre premiers albums de la série, est sorti en 2007 : Intégrale - cycle 1  (ISBN 978-2-7234-3926-8)

## Prix
- 1995 : Alph'Art de la meilleure histoire au festival d'Angoulême pour le tome 2[5]